# Anton Steinhauser der Ältere
Anton Steinhauser der Ältere (* 17. November 1802 in Wien; † 15. Jänner 1890 ebenda) war ein österreichischer Kartograph und Beamter.

## Leben
Steinhauser war Sohn eines Beamten der Hofkanzlei. Er absolvierte das Schottengymnasium. Anschließend nahm er ab 1818 zunächst ein Studium der Geschichte, Philosophie, Logik und Mathematik an der Universität Wien auf, brach es aber bereits 1819 zugunsten einer Beamtenlaufbahn ab. Er trat beim Manipulationsamt bei der k. k. Studien-Hofcommission in den Staatsdienst ein und stieg im Kanzleidienst auf. 1848 wurde er Registrator beim neuerrichteten k.k. Ministerium für Cultus und Unterricht.
Steinhauser hatte sich zu dieser Zeit nicht nur im Amt, sondern auch wissenschaftlich einen Namen gemacht. Am 5. November 1849 wurde ihm unter Würdigung beider Tätigkeiten der Titel kaiserlicher Rat verliehen. Bevor er 1859 in den Ruhestand versetzt wurde, war er Direktor der Hilfsämter im k. k. Ministerium für Cultus und Unterricht. Im Zuge seiner Verabschiedung erhielt er die Auszeichnung mit dem Ritterkreuz des Franz-Joseph-Ordens.  
Steinhausers wissenschaftliche Laufbahn blühte erst in seinem Ruhestand voll auf. Schon zuvor publizierte er in Adolf Schmidls Oesterreichischen Blätter für Literatur und Kunst. 1862 übernahm er die wissenschaftliche Leitung des Verlags Artaria & Co. Er war Mitglied der 1856 gegründeten k. k. geographischen Gesellschaft, deren Vizepräsident er war, bevor er 1866 zu deren Präsident gewählt wurde. Zudem war er Ausschussmitglied der k. k. zoologisch-botanischen Gesellschaft und Mitglied der k. k. statistischen Central-Commission.
Der Mathematiker und Physiker Anton Steinhauser der Jüngere (1842–1898) war sein Neffe.

## Werke (Auswahl)
- Atlas für die erste Stufe des geographischen Unterrichts in den österreichischen deutschen Schulen, 2 Bände, Artaria, Wien 1853.
- Grundzüge der mathematischen Geographie und der Landkartenprojection: ein Handbuch für Jeden, der ohne Kenntniss der höheren Mathematik sich über den Gegenstand unterrichten will, insbesondere für Lehramtscandidaten der Gymnasien, Realschulen und Hauptschulen, Beck, Wien 1857.
- Die älteste und neueste topographische Karte von Bayern, Auer, Wien 1859.
- Kurze Hilfstafel zur bequemen Berechnung fünfzehnstelliger Logarithmen zu gegebenen Zahlen und umgekehrt, die Zahlen zu fünfzehnstelligen Logarithmen, Beck, Wien 1865.
- mit Joseph Ritter von Scheda: Hand-Atlas der neuesten Geographie für höhere Bildungs-Anstalten, Artaria, Wien 1868–1881.
- Hilfstafel zur bequemen Umwandlung von in Wiener Mass angegebenen Höhenzahlen ins Metermass, Beck, Wien 1870.
- Geographie von Oesterreich-Ungarn, Tempsky, Prag 1872.
- Hypsometrische Übersichtskarte der Alpen, 1:1,7 Mio., 1873.
- Geographische Bildungs- und Unterrichtsmittel. Bericht., k.k. Hofdruckerei, Wien 1873.
- Lehrbuch der Geographie für Mittelschulen, 2 Bände, Tempsky, Prag 1875–1876.
- Hypsometrische Übersichts-Karte der Österreichisch-Ungarischen Monarchie, 1:864.000, 4 Blätter, 1876.
- Die Theorie des binaurealen Hörens. Ein Beitrag zur Lehre vom Schalle, Gerold, Wien 1877.
- Hypsometrische Wandkarte von Mitteleuropa, 1:1,5 Mio., 6 Blätter, 1877.